# Понцова илузија
Понцо илузија је геометријско-оптичка илузија коју је први демонстрирао италијански психолог Марио Понцо  1911. године. Он је претпоставио да људски мозак суди о величини објекта на основу његове позадине. То је и доказао цртајући две исте паралелне линије преко пара конвергентних линија, као железничка пруга.
Горња линија изгледа дуже, јер ми тумачимо зближавање страна, на основу линеарне перспективе, као паралелне линије. Због тога, ми замишљамо као да је горња линија мало даље, па ћемо је видети као дужу — објекат који је даље би требало да буде дужи од ближег ако до мрежњаче стигне њихова слика исте дужине. Једно од објашњења Понцове илузије је „перспективна хипотеза“, у којој се наводи да је перспективна карактеристика на слици је очигледно настала због даљине конвергентних линија.